# Jaroslava Potměšilová
Jaroslava Potměšilová (1. září 1936 Praha – 23. února 2024) byla česká varhanice a hudební pedagožka. 
Hru na varhany studovala na Pražské konzervatoři u Josefa Kubáně a dále absolvovala na Hudební fakultě Akademie múzických umění Praha u Jiřího Reinbergera.
Jedná se o laureátku některých mezinárodních soutěží např. Pražské jaro (3. cena v roce 1966) na Varhanní soutěž v Gentu v Nizozemí (1964). Koncertně vystupovala v mnoha zemích Evropy a také v USA. Pro Supraphon realizovala řadu nahrávek. Působila také pedagogicky na Akademii múzických umění v Praze, Pražské konzervatoři a na Konzervatoři Jaroslava Ježka. Mezi její žáky patří např. Jan Kalfus, Václav Uhlíř nebo Eva Bublová.